# Взаимопомощь (Воронежская область)
Взаимопо́мощь — посёлок в Поворинском районе Воронежской области. Входит в Байчуровское сельское поселение.

## География
Расположен вблизи северо-восточной окраины села Байчурово на крайнем востоке области, в 36 км к северо-востоку от Поворино и в 42 км к востоку от Борисоглебска.
Посёлок связан автодорогой с селом Байчурово. На севере вблизи посёлка проходит автодорога Воронеж — Саратов. На юге рядом с посёлком проходит ж.-д. линия Поворино — Балашов (ближайшая станция — Байчурово).

## Население
| 2010 |
| ---- |
| 24   |